# Период осциловања
Период осциловања је време трајања једне осцилације. То је време потребно да тело из једне тачке путање доспе у ту исту тачку, са истим смером брзине. Јединица за период у SI систему је једна секунда [s]. 

## Хармонијско осциловање
Хармонијско осциловање, је осциловање код кога се величина која осцилује мења по закону синуса (или косинуса). Осцилације које се срећу у природи и техници често су по карактеру сличне хармонијским, па се процеси могу представити коришћењем модела хармонијског осциловања. Код хармонијског осциловања период осцилације ({\displaystyle T}) рачуна се по формули:
{\displaystyle T={\frac {t}{n}}}
где је:
- {\displaystyle t} – укупно време осциловања изражено у секундама (s)
- {\displaystyle n} – број осцилација

Такође, период осциловања једнак је реципрочној вредности учестаности (броју осцилација у једној секунди):
{\displaystyle T={\frac {1}{\nu }}}
где је {\displaystyle \nu } линеарна фреквенција (учестаност) изражена у херцима (Hz)

## Кружно кретање
При кретању материјалне тачке по кружници равномерном угаоном брзином, величина S која осцилује може да се представи функцијом:
{\displaystyle S=S_{0}\sin {(\omega +\phi )}}
где је:
- {\displaystyle S_{0}} — максимална вредност величине која осцилује (амплитуда)
- {\displaystyle \phi } — почетна фаза осциловања у тренутку t = 0
- {\displaystyle \omega +\phi } — фаза осциловања у моменту времена t
- {\displaystyle \omega } — кружна фреквенција

С обзиром да синусна функција мења вредности од 1 до -1, вредности величине S се крећу у распону од S0 до -S0, а свака од њих ће се поновити после периода осциловања Т, када се фаза осциловања помери за {\displaystyle 2\pi }:
{\displaystyle \omega (t+T)+\phi =\omega t+\phi +2\pi }
Односно, период осциловања се рачуна по формули:
{\displaystyle T={\frac {2\pi }{\omega }}}
где је:
- {\displaystyle \pi } — константа пи
- {\displaystyle \omega } — кружна фреквенција

## Еластична опруга
Код тела обешеног о апсолутно еластичну опругу, хармонијско осциловање настаје под дејством еластичне силе дуж једне осе. Период осциловања у том случају зависи од особина опруге и масе тела обешеног о њу:
{\displaystyle T=2\pi {\sqrt {\frac {m}{k}}}}
где је:
- {\displaystyle m} — маса тела
- {\displaystyle k} — коефицијент еластичности опруге

Формула важи само за еластичне осцилације у границама у којима се испуњава Хуков закон, односно када је маса опруге мала у поређењу са масом тела.

## Математичко клатно
Код математичког клатна, односно материјалне тачке, која се у пољу земљине теже креће на сталном растојању од тачке ослонца, за мале амплитуде важи формула:
{\displaystyle T=2\pi {\sqrt {\frac {l}{g}}}}
где је:
- {\displaystyle l} — стално растојање од тачке ослонца, односно дужина клатна
- {\displaystyle g} — убрзање земљине теже